# بيروز الثالث
بيروز الثالث هو ابن يزدجرد الثالث من السُلالة الساسانيَّة الحاكمة لفارس - إيران حاليا -. بعد موت والده ذهب إلى الصين وكانت انذاك تحت حكم سلالة تانغ.

## الخلفية التاريخية
يزدجرد الثالق هو الشاه رقم ٣٥ و الآخير من سلالة الساسانيين. انتهى بموته عام ٦٥٢ ميلادي انتهى ٤١٦ عام من الحكم الساساني. بحسب المسعودي، كان ليزدجرد ابنان هما بهرام(فهرام) و بيروز و ثلاثة بنات هن ادرج و شهربانو و مرد آوند.
بحسب الروايات الشيعية فإن الحسين بن علي تزوج من شهربانو. ومن هذا المنطلق فإن الشيعة يعتقدون بأن أبناء و أحفاد الحسين هم ورثة امبراطورية إيران القديمة. كان  بيروز يريد مساعدة أبيه يزدجرد لصد هجمات المسلمين، فقام بإحضار مساعدة من الإمبراطور الصيني تايزونج.

## محاولات بيروز بن يزدجرد الثاني في الصين
حاول بيروز طلب المساعدة من الإمبراطور تايزورج عام ٦٣٨ ميلادي بجلب الجنود الصينين لمؤازرته ضد المسلمين لكن الإمبراطور مات قبل وصول بيروز إلى شيان عاصمة سلالة تانغ. واستلم حكم الصين من بعد وفاة تايزونج ابنه غاوزونغ. قام غاوزونغ بإكرام واحترام بيروز وعينه فيما بعد كجنرال وسماه بي شينج جيانو أعطاه قيادة فرقة عسكرية. قام بيروز بإرسال جيشه إلى سيستان، بعدما عرف الفرس بعودة بيروز قاموا بتشكيل وحدات لمقاومة المسلمين. قام بعدها بتشكيل حكومة في زرنج في إقليم سيستان و بدأ بصك العملات التي تحوي على اسم يزدجرد. سقطت هذه الحكومة عام ٦٧٣-٦٧٤ ميلادي. بعدها قام غاوزرنغ بإعطاء لقب حارس الجيش الأيمن لبيروز وأعطى نرسه بن بيروز لقب حارس الجيش الأيسر.